# Insect Systematics & Evolution
Insect Systematics & Evolution – holenderskie, anglojęzyczne, recenzowane czasopismo naukowe publikujące w dziedzinie entomologii.
Czasopismo to wydawane jest przez Brill Academic Publishers. Ukazuje się od 1996 roku. Wychodzi 4–5 razy do roku. Publikuje artykuły dotyczące systematyki i biologii ewolucyjnej współczesnych i wymarłych grup owadów i pokrewnych stawonogów.
W 2017 roku jego wskaźnik cytowań wynosił według Journal Citation Reports 0,763, a według Scimago Journal & Country Rank wyniósł 0,447 co dawało mu 58. miejsce wśród czasopism poświęconych naukom o owadach.